# Піскара бура
Піскара бура (Callionymus pussilus) — вид риб з родини Callionymidae. Один з 95-ти видів роду; один з 2-х видів роду у фауні України.

## Морфологічні ознаки
Тіло і голова дуже довгі, притиснуті зверху. Рило видовжене, його довжина більша за діаметр ока. Спинних плавців 2, вони розділені невеликим проміжком. Зяброві отвори розміщені на спинному боці голови у вигляді двох малих округлих отворів. На нижньому боці кісткового виросту передкришкової кістки є загострений шип, вістря якого спрямоване вперед. Найбільша довжина тіла до 14 см. Забарвлення завжди сіре з чорними крапками. Анальний, хвостовий і черевні плавці з чорною оторочкою, хвостовий у самиць — з 4-5 поперечними смужками, перший спинний темний, вздовж основи другого є ряд чорних крапок. У нерестуючих самців помаранчевий перший спинний плавець і блакитні черевні (шлюбне вбрання), причому непарні плавці доволі збільшені порівняно з самицями. Забарвлення спини буре, з дрібними чорними крапками й лініями, нижче яких розміщуються більші білуваті крапки з чорною торочкою.режим збереження популяцій та заходи з охорони Занесено до ЧКУ, 1994. Слід з'ясувати причини зміни чисельності, заборонити вилов, визначити місця перебування виду і встановити там заповідний режим.

## Поширення
Середземне, Мармурове і Чорне море. В Україні відзначається у Чорному морі вздовж північно-західного узбережжя та біля берегів Кримського півострова (периферійна частина загального ареалу). В Україні чисельність дуже незначна. Трапляються поодинокі особини (не щорічно).

## Особливості біології
Населює неопріснені ділянки моря на глибині до 35 м; тримається на піщаних ґрунтах, інколи біля поверхні води. З місць зимівлі з глибших ділянок моря переміщується до берега на менші глибини для нагулу й розмноження. Самців у зграях удвічі більше, ніж самиць. Нерест триває з середини травня до середини вересня за середньодобової температури води 16-24°С. Ікра відкладається порціями на піщане дно. Личинки розселюються на відстань до 15-20 км від берега, поступово переходячи від нектонного до придонного способу життя. Молодь живиться організмами планктону, дорослі водоростями, нижчими ракоподібними.